# Виноград круглолистный
Виногра́д круглоли́стный, также известный как Виноград муска́тный (лат. Vitis rotundifolia) — вид многолетних кустарниковых лиан из рода Виноград, произрастающих на юго-востоке и юге центральной части США.
Ягоды круглолистного винограда при созревании могут быть бронзовыми, тёмно-фиолетовыми или чёрными. Дикорастущие сорта могут оставаться зелёными на протяжении всей зрелости. Виноград обычно используется для приготовления вин, соков и желе. Он также является источникам полифенолов.

## Систематика и патология
Мускатный виноград хоть и относится к тому же роду Vitis, что и другие виды винограда, но он также относится к отдельному подроду Muscadinia (все остальные виды виноградной лозы относятся к подроду Euvitis).
Обычно вид делится на три разновидности: Vitis rotundifolia Michx. круглолистный (юго-восток США), Vitis rotundifolia Michx. мансониана (Флорида) и Vitis rotundifolia Michx. попеноеи (Центральная Америка). Некоторые систематики предложили выделить мускатный виноград в отдельный род. Затем они также предложили повысить ранг сортов до видового ранга и таким образом отделить два дополнительных вида от Vitis rotundifolia, Vitis munsoniana и Vitis popenoei. Все они имеют 40 хромосом, а не 38, как обычно.
Хотя круглолистный виноград является виноградом с жёсткой кожицей, которая защищает его от многих болезней растений, тем не менее, этот виноград также восприимчив к паразитическим нематодам.

## Сорта
В южных штатах выращивается около 152 сортов круглолистного винограда.

## Питательные вещества
По данным Министерства сельского хозяйства США, 100 граммов мускатного винограда содержат следующие питательные вещества:
- Энергетическая ценность: 57 Ккал
- Жиры: 0,47 грамм
- Углеводы: 13,93 грамм
- Пищевые волокна: 3,9 грамм
- Белок: 0,81 грамм
- Кальций: 37 мг
- Фосфор: 24 мг
- Калий: 203 мг
- Натрий: 1 мг
- Витамин C: 6,5 мг
- Рибофлавин: 1,5 мг

## Маркетинговое исследование
Маркетинговые исследования показывают, что толстая кожица и изменяющееся в зависимости от сезона качество свежего круглолистного винограда являются существенными сдерживающими факторами для розничного потребления.